# Marissa Gahran
| 32207 Mairepercy | 28 luglio 2000 |
| 32208 Johnpercy  | 28 luglio 2000 |

Marissa Gahran (...) è un'astronoma statunitense.
Il Minor Planet Center le accredita la scoperta di due asteroidi, effettuate nel 2002 in collaborazione con Michael Collins.